# Katedra św. Józefa w Tiencinie
Katedra św. Józefa w Tiencinie (chiń. 圣若瑟主教座堂; pinyin Shèng Ruòsè zhǔjiào zuòtáng), zwana potocznie kościołem Xikai (chiń. 西开教堂; pinyin Xikāi jiàotáng) – katedra katolicka znajdująca się w chińskim mieście Tiencin, w dzielnicy Heping, przy ulicy Dushan. Jest to największa katolicka świątynia w mieście.
Budowę kościoła rozpoczęli w 1913 roku, rok po powołaniu wikariatu apostolskiego Zhili, francuscy misjonarze. W 1916, rok przed ukończeniem budowy, konsul francuski próbował zbrojnie zająć parcelę i bezprawnie przyłączyć ją do eksterytorialnej dzielnicy zamieszkanej przez Francuzów. W okresie rewolucji kulturalnej kościół został zamknięty i zdewastowany, dzieła zniszczenia dopełniło trzęsienie ziemi w 1976 roku. W 1979 roku rozpoczęto renowację kościoła, który rok później został ponownie otwarty dla wiernych.
Wzniesiona na planie krzyża łacińskiego budowla ma 1585 m² powierzchni i 45 m wysokości. Architekturą nawiązuje do stylu romańskiego. Zewnętrzne ściany wyłożono cegłą w kolorze czerwonym i żółtym, zaś kopuły wieńczące trzy kościelne wieże pokryto miedzianą blachą. W 2011 roku w kościele zamontowano organy. Ważący 18 ton i posiadający 1897 piszczałek instrument wyprodukowany został w fabryce Rieger-Kloss w Czechach.